# チャリ走DX3 タイムライダー
『チャリ走DX3 タイムライダー』（チャリそうデラックス3 タイムライダー）は、スパイシーソフト株式会社よりニンテンドーeショップで配信されたニンテンドー3DS用横スクロールアクションゲーム。チャリ走DX、チャリ走DX2 ギャラクシーの続編に当たる。

## 概要
自動でスクロールするステージをジャンプのみで障害物を避け、ゴールフラッグを通過すればクリアとなる。本ゲームの目的は「タイムスリップ」がコンセプトとなっており、恐竜時代から現代を超えて近未来までさまざまな部隊を旅する。
2014年12月17日にニンテンドー3DSから配信され、翌年1月にはニンテンドーeショップ最近売れているソフトのダウンロード購入ランキングで妖怪ウォッチ2 真打を抜き1位を獲得。半年以上経過した2015年7月現在もトップ10以内を維持するロングセラー作品となっている。

## 前作との違い
チャリ走DXからステージボリュームやギミックを増やすといった正統進化を遂げたチャリ走2 ギャラクシーと比べ、本作はこれまでのチャリ走シリーズにはなかったボス戦や図鑑機能を取り入れるなど新しい要素が盛り込まれた。グラフィックも強化され、プレイヤーの操作するチャリ自体もステージモードの時代に合わせて鈴木の衣装がモデルチェンジがされる。
また、各モード間の連携も行われており、ステージモードでアンロックした時代のスキンをグランプリモードで使用することができたり、倒したボスとのタイムアタックバトルができたりが可能となった。

## ゲームシステム

### モード
ステージモード
決められた仕掛けが配置されたステージを自動でスクロールしながらジャンプで障害物を飛び越え、ゴールを目指すというもの。途中セーブなどの機能はなく、一度でも失敗するとミスとなりステージ最初からやり直す。ステージの長さは約50秒程度で、全80ステージ（通常ステージ50＋エクストラステージ30）からなる。
ボス戦
ステージモードは5ステージ毎に時代をタイムスリップする形式になっており、それぞれの時代の最後にボス戦が用意される。ボスに3回攻撃をヒットさせると勝利となるが、ボスごとに攻撃の仕方や特徴が異なる。
タイムアタック
ステージモードで倒したボスとの一騎討ちが楽しめるモード。制限時間内にクリアすることを目的としたボス戦。
グランプリ
1人でエンドレス型のステージを走行し、ミスになるまでの走行距離を競うモード。走行距離が1万メートルを超えるとHARDモードが開放される。オンラインスコアランキングに対応している。
コラボステージ
追加ダウンロードステージを購入、プレイできる。

### コンプリート要素
アワード
プレイヤーの走行データに紐づいて設定された称号。ジャンプ回数や走行距離、ミス回数などが一定の数値を超えると付与される。
ずかん
プレイ中に登場したキャラクターやギミックのデータが収められた本。ゲームの裏設定が確認できる。

### ステージモード構成
中世ヨーロッパ
恐竜時代
西部開拓時代
氷河期
古代エジプト
海賊時代
ロココ
戦国時代
未来
時空の門
エクストラステージ1
エクストラステージ2
エクストラステージ3
エクストラステージ4
エクストラステージ5
エクストラステージ6
コラボステージ
仮面ライダードライブ
こびとづかん
初音ミク
Go!プリンセスプリキュア
プリパラ
クレヨンしんちゃん
トランスフォーマーアドベンチャー
ガチャピン・ムック
ニンニンジャー
ちびまる子ちゃん

### キャラ
鈴木
黒シルエットの操作プレイヤー。
佐藤さん
赤いシルエットの敵キャラ。
鳥
黒いシルエットの敵キャラ。
黒い魚1
海にいる敵。触れるとミス。
黒い魚2
海にいる敵。魚1よりも大きく凶暴な見た目をしている。触れるとミス。
ミイラ
古代エジプトで出現する敵。前から歩いてくる。
侍
戦国時代に出現する敵。刀を振り回してくる。
ロリウサギ
ロココ時代に出現する敵。ジャンプしながら向かってくる。
バジョ
中世ヨーロッパ時代のボス。鳥型のフォルムをしている。
ロッキー
恐竜時代のボス。肉がなく骨がむき出しになっている。
ミルキー・ブラック
西部開拓時代のボス。動物のぬいぐるみのようなフォルムで、棒人間に担がれている。
ユキダルマジン
氷河期時代のボス。雪だるまのようなフォルムをしている。
ファラオマスク
古代エジプト時代のボス。動物型のツタンカーメンのようなフォルムをしている。
ゴーストシップ
海賊時代のボス。海賊船自体がボスとなっている。
ピョンジュール
ロココ時代のボス。ロリウサギを巨大にしたウサギ型のフォルムをしている。
上から軍師
戦国時代のボス。馬にまたがった3人の武士が1つのボスとなる。
ピポピポ
未来時代のボス。接近戦を得意とする羽根のついた機械的なロボット。
タイムゲート（時空の門）
時空の門のボス。タイムスリップを司る「時計」がボスとなる。

### ステージギミック

#### 障害物
岩
前から転がってくる岩。
風
プレイヤーのジャンプ幅を変える。
沼
プレイヤーの動きを鈍らせる。
トゲ
触れるとミスとなる。
大砲
入ると進行方向に超ジャンプができる。
蟻地獄
放っておくとどんどん埋まっていく底なし沼。
動く床
上下左右に動く床。
落ちる床
踏むと一定時間経過で落下する床。
崩れる床
踏むと一定時間経過で崩れる床。
ジャンプ台
触れると上方向へ超ジャンプできる。
蜘蛛の巣
絡まるとジャンプ力が減る。数回のジャンプで解く事ができる。
ベルトコンベア
着地するとコンベアの動く方向に加速する。
動くトゲ
左右上下に動くトゲ、触れるとミス。
レーザー
一定間隔でユーザめがけて飛んでくるレーザー光線、触れるとミス。
壊せるブロック
ドリルチャリでしか壊せない茶色のブロック。
しゃぼん玉
つかみどころなく動く足場。
泡
触れるとミスとなる泡。
天秤
ペアで出る足場。片方が下がるともう片方が上がる仕掛け。
氷柱
上から下に落下してくる足場。鋭利な部分に触れるとミスとなる。
波
読みにくいう規則な動きをする足場。
氷床
滑る足場。乗るとジャンプ力が極端に低くなる。
回転草
一定期間ジャンプができなくなる草。
雲
一度乗ると二度と乗れない消える足場。
重力反転
重力が反転する領域。天井が足場、崖となる。
雪玉
転がるごとに徐々に大きくなっていく障害物。
遮断機
一定時間で反対方向へ規則的に動く足場。
シャンデリア
円弧運動をする足場。
機関車
大きな動く障害物。機関車の操縦席部分と客席部分の2つが存在する。
水柱
上下に動く水の柱。柱の横からチャリが入ると勢いがつき超ジャンプできる。
手裏剣
壁に跳ね返る障害物。触れた瞬間にミスとなる。
植物
上下に顔を出す障害物。触れた瞬間にミスとなる。
樽
小さく転がる障害物。
炎の矢
真っすぐだったり斜めだったりとあらゆる角度から慣性の法則に従い飛んでくる障害物。

#### アイテム
メダル
ステージ上のどこかに3つ配置されている。取得することでステージが解放される。
ロケット
一定時間加速しながら進める。
プロペラチャリ
一定時間3段ジャンプが常時可能になる。チャリ走DXの挙動とは少し異なり、ボタンを押した長さでジャンプの飛距離が変わる。
ドリルチャリ
ブロックを壊せる。
ドラゴンチャリ
一定時間、空を飛びながら火を噴くことができる。
忍者チャリ
一定時間3段ジャンプができ、かつ3段ジャンプ目が急降下となる。
ウサギチャリ
一定時間ジャンプして地面に着地した瞬間に再度ジャンプすると超ジャンプが可能となる。

## コラボレーション
ニンテンドーeショップの追加ダウンロードコンテンツとして配信されたコラボステージ。ゲームごとに本編とは異なるゲーム性を実装している。
- 仮面ライダードライブ（2014年12月17日）-ドライブポイントを既定の数だけ集めるシステム[3]。
- こびとづかん（2015年1月7日）-ステージに隠れたこびとを見つけるシステム[4]。
- 初音ミク（2015年1月7日）-音の出る床を順番に踏むとメダルが出るシステム[5]。
- Go!プリンセスプリキュア（2015年2月16日）-プレイヤーごとに発動する特殊能力が異なるシステム[6]。
- プリパラ（2015年3月18日）-採点システムを取り入れたゲーム[7]。
- クレヨンしんちゃん オラの引越し物語 サボテン大襲撃（2015年4月22日）[8]
- トランスフォーマーアドベンチャー（2015年6月3日）[9]
- ガチャピン・ムック（2015年6月24日）[10]
- 手裏剣戦隊ニンニンジャー
- ちびまる子ちゃん